# Vanilla Ice
Vanilla Ice, pseudonimo di Robert Matthew Van Winkle (Dallas, 31 ottobre 1967), è un rapper e attore statunitense.

## Biografia
Con il singolo Ice Ice Baby è diventato il primo artista hip hop bianco ad andare in vetta alle classifiche. Il brano deve gran parte della sua fama alla presenza al suo interno di un campionamento della celebre Under Pressure cantata dai Queen con David Bowie.
Nel 1990 Ice Ice Baby riscuote un successo clamoroso, seguito dall'uscita dell'album To the Extreme. Il disco rimane 16 settimane all'interno delle classifiche e vende oltre 17 milioni di copie in tutto il mondo.
Nel 1991, dato il suo enorme successo, gli propongono una piccola apparizione nel film Tartarughe Ninja II - Il segreto di Ooze, nel quale interpreta se stesso e registra un altro record di vendite con il singolo Ninja Rap.
Nel 1992 Vanilla inizia a girare un film, dal titolo Cool as Ice. La pellicola in poco tempo fa il giro del mondo, e la sua frase "Drop that zero and get with a hero" diventa un must. Inoltre grazie alla collaborazione con la casa discografica P.G. Records partecipa con Naomi Campbell alla realizzazione dell'omonima canzone dello stesso anno. Nello stesso anno, in Giappone, era in prosecuzione la terza parte de Le bizzarre avventure di JoJo, nota come "Stardust Crusaders", dove uno degli antagonisti porta lo stesso nome del rapper.
Nel 1994 è la volta di Mind Blowin'. All'interno di quest'album, Ice assume l'atteggiamento ed i modi di gruppi come i Cypress Hill: un po' di funk, rappata eclettica e amore incondizionato per la marijuana.
Quattro anni dopo, nel 1998, rieccolo con Hard to Swallow album prodotto dal famosissimo Ross Robinson. Questa volta la figura proposta da Ice è quella di un rapper hardcore, comincia ad attingere influenze da band nu metal come Korn e Limp Bizkit, chiama il suo nuovo stile skate-rock e inizia varie collaborazioni con Insane Clown Posse, Korn e Slipknot.
Torna al successo nel 2001 con Bi-Polar, album doppio diviso tra heavy metal e hip hop. Subito dopo l'uscita di Bi-Polar inizia un interminabile tour che dura ancora oggi. Con una media di 150 date all'anno gira tutta l'America e fa qualche apparizione in Europa.
Nell'agosto del 2004 lancia sul mercato il CD Platinum Underground. L'America torna a corteggiare il primo rapper bianco, invitandolo a partecipare a numerosi reality show. È infatti il protagonista della seconda edizione di The Surreal Life. Finito il reality viene chiamato in Inghilterra per alcuni live, e subito dopo, invitato a partecipare alla versione UK della nostra Fattoria, The Farm appunto.
Nell'ultimo periodo è stato impegnato in altri due reality negli Stati Uniti: Surreal Life Fame Games e Celebrity Bull Riding Challenge, visibile sul canale country CMT. Probabilmente grazie a quest'ultimo reality si avvicina alla musica country e ad ogni concerto propone versioni rivisitate a suo modo dei grandi classici del suo new fuckin hero Hank Williams Jr.
Con un album di cover torna al suo pubblico nel 2008. Il disco si chiama Vanilla Ice Is Back!, e propone versioni di grandi classici del passato di Public Enemy, Cypress Hill, House of Pain e una versione di Buffalo Soldier di Bob Marley.
Il 30 agosto 2011 ha pubblicato il suo sesto album in studio, W.T.F. (Wisdom, Tenacity and Focus) per l'etichetta Radium Records.
Il 18 febbraio 2014 viene arrestato in Florida con l'accusa di furto con scasso e furto di residenza. Verrà scarcerato pochi giorni dopo.
È inoltre il protagonista del programma televisivo Vanilla Ice Project, trasmesso in Italia su DMAX, in cui sistema case (di solito ville) per poi rivenderle al potenziale prezzo di milioni di dollari.

## Filmografia

### Cinema
- Tartarughe Ninja II - Il segreto di Ooze (Teenage Mutant Ninja Turtles II: The Secret of the Ooze), regia di Michael Pressman (1991) - Jack
- Cool as Ice, regia di David Kellogg (1991) - John 'Johnny' Van Owen
- Da Hip Hop Witch, regia di Dale Resteghini (2000) - Vanilla Ice
- Un ragazzo tutto nuovo (The New Guy), regia di Ed Decter (2002) - Seth (dipendente in un negozio di musica)
- The Helix...Loaded, regia di A. Raven Cruz (2005) - Theo
- The Bros. (2006) - Vanilla Ice
- Big Money Rustlas, regia di Paul Andresen (2010)
- Indovina perché ti odio (That's My Boy), regia di Sean Anders (2012) - Zio Vani
- Vanilla Ice Goes Amish (2013) - Vanilla Ice
- The Ridiculous 6, regia di Frank Coraci (2015) - Mark Twain
- Sandy Wexler, regia di Steven Brill (2017)
- La Missy sbagliata (The Wrong Missy), regia di Tyler Spindel (2020)

### Televisione
- Vanilla Ice Project (The Vanilla Ice Project) - reality, 63 episodi (2010 - in corso)

### Doppiatore
- Crime Boss: Rockay City - videogioco (2023)

## Discografia

### Album in studio
- 1990 - To the Extreme
- 1994 - Mind Blowin'
- 1998 - Hard to Swallow
- 2001 - Bi-Polar
- 2005 - Platinum Underground
- 2011 - W.T.F. (Wisdom, Tenacity and Focus)

### Live
- 1991 - Extremely Live

### Raccolte
- 1998 - Back 2 Back Hits
- 1999 - The Best of Vanilla Ice

### Album di cover
- 2008 - Vanilla Ice Is Back!

### Album non rilasciati
- 1992 - Ice Capades
- 1996 - Pickin' Skabz
- 2015 - Ice

## Nella cultura di massa
- Vanilla Ice compare come icona culturale nel film del 1997 Austin Powers - Il controspione come uno dei personaggi contenuti nella sala criogenica, nel padiglione in cui vi sono contenute le celebrità.
- Nel manga e anime Le bizzarre avventure di JoJo, nella terza parte "Stardust Crusaders", uno degli avversari principali si chiama appunto Vanilla Ice, uno dei tanti omaggi musicali presenti nell'opera.